# Rhipidura leucophrys
Il coda a ventaglio ballerina (Rhipidura leucophrys (Latham, 1801)) è un uccello passeriforme originario di Australia, Nuova Guinea, isole Salomone, arcipelago di Bismarck e Indonesia orientale. È una specie comune e familiare in gran parte del suo areale, essendo presente nella maggior parte degli ambienti, a eccezione delle foreste troppo fitte. Lungo 19-21,5 cm, il coda a ventaglio ballerina presenta una colorazione contrastante, con regioni superiori quasi interamente nere e regioni inferiori bianche; maschi e femmine hanno piumaggio simile.
Ne vengono riconosciute tre sottospecie: R. l. leucophrys dell'Australia centrale e meridionale, la più piccola R. l. picata dell'Australia settentrionale e la più grande R. l. melaleuca della Nuova Guinea e delle isole vicine. Nonostante il nome, non è imparentato con le vere ballerine del genere Motacilla, ma appartiene al genere dei coda a ventaglio (Rhipidura) e all'«infraordine Corvoidea», un gruppo che comprende i veri corvi, i dronghi e gli uccelli del paradiso. All'interno di questo gruppo, i coda a ventaglio sono stati a più riprese classificati o nella famiglia dei Dicruridi (Dicruridae), assieme ai dronghi, o in una piccola famiglia a sé, i Ripiduridi (Rhipiduridae).
Il coda a ventaglio ballerina è insettivoro e trascorre gran parte del tempo a inseguire le sue prede in habitat aperti. Deve il nome comune all'abitudine di muovere la coda orizzontalmente mentre va in cerca di cibo sul terreno. Aggressivo e territoriale, spesso molesta uccelli molto più grandi come il kookaburra sghignazzante e l'aquila codacuneata. Ha risposto bene alle alterazioni antropiche del paesaggio ed è facile osservarlo nei prati, nei parchi e nei giardini urbani. È una presenza frequente nel folclore aborigeno di Australia e Nuova Guinea, dove occupa una vasta gamma di ruoli, da ladro di segreti e bugiardo a segnale di buon auspicio per il successo del raccolto.

## Tassonomia ed etimologia
Il coda a ventaglio ballerina venne descritto per la prima volta dall'ornitologo inglese John Latham nel 1801 come Turdus leucophrys. Il suo epiteto specifico deriva dal greco antico leukos, «bianco», e ǒphrys, «sopracciglio». Tra gli altri vecchi nomi scientifici con cui la specie divenne nota ricordiamo Muscicapa tricolor di Vieillot e Rhipidura motacilloides conferitogli dai naturalisti Nicholas Aylward Vigors e Thomas Horsfield nel 1827, gli stessi che introdussero il nuovo genere Rhipidura. Il nome del genere deriva dal greco antico rhipis, «ventaglio», e oura, «coda».
John Gould e altri vecchi scrittori si riferirono a questa specie chiamandola «coda a ventaglio bianco e nero» (black-and-white fantail), pur utilizzando anche il nome attuale willie wagtail, che divenne però ampiamente di uso comune poco tempo dopo il 1916. Il nome wagtail («ballerina») trae origine dal suo comportamento attivo, mentre le origini di willie sono oscure. Con tale nome veniva chiamata nel linguaggio comune la sottospecie bianca e nera della ballerina bianca (Motacilla alba) sull'isola di Man e nell'Irlanda del Nord.
Altri nomi volgari con cui la specie è nota sono shepherd's companion («compagno del pastore», poiché ha l'abitudine di accompagnare il bestiame), frogbird («uccello rana»), morning bird («uccello del mattino») e Australian nightingale («usignolo australiano»). Molti nomi aborigeni sono onomatopeici e si basano sul richiamo che emette quando viene disturbato. Nel Kimberley viene chiamato djididjidi, mentre i Kunwinjku della Terra di Arnhem occidentale lo chiamano djikirridj-djikirridj. Nell'Australia centrale, a sud-ovest di Alice Springs, i Pitjantjatjara lo chiamano tjintir-tjintir(pa). Per i Kamilaroi è thirrithirri. Sull'isola di Bougainville è chiamato tsiropen nella lingua banoni della costa occidentale e maneka nella lingua awaipa del distretto di Kieta. Nel pidgin delle isole Salomone viene chiamato talvolta polis bird («uccello poliziotto», da police) o pris bird («uccello prete», da priest), a causa della sua colorazione in bianco e nero.
Il coda a ventaglio ballerina non è imparentato con le ballerine eurasiatiche della famiglia Motacillidae. È una delle 51 specie di coda a ventaglio del genere Rhipidura; alcuni autori classificano questo gruppo di uccelli come una sottofamiglia (Rhipidurinae) della famiglia dei dronghi (Dicruridae), insieme ai pigliamosche monarca, mentre altri li considerano abbastanza distinti da giustificarne la classificazione in una propria famiglia (Rhipiduridae). Le prime ricerche molecolari alla fine degli anni '80 e all'inizio degli anni '90 rivelarono che i coda a ventaglio appartengono a un ampio gruppo di uccelli prevalentemente australasiatici noti come parvordine Corvida, che comprende molti passeriformi tropicali e australiani. Più recentemente, il raggruppamento è stato meglio definito e i coda a ventaglio sono stati classificati in un gruppo denominato «core corvine» insieme a corvi e cornacchie, averle, uccelli del paradiso, pigliamosche monarca, dronghi e corcoracidi.

### Sottospecie
Vengono ufficialmente riconosciute le seguenti sottospecie:
- R. l. leucophrys, la sottospecie nominale, è la forma più diffusa presente in Australia. La descrizione seguente si riferisce ad essa. La variazione morfologica all'interno di questa forma è trascurabile, così come scarsa è quella tra le tre sottospecie: tutte hanno un piumaggio molto simile;[12]
- R. l. picata venne descritta da John Gould nel 1848.[25] È diffusa in tutta l'Australia settentrionale, dall'Australia Occidentale settentrionale al Queensland. Ha ali più corte e la loro lunghezza cresce sempre più man mano che si passa dai 18 ai 22° di latitudine sud in tutto il continente australiano, dove essa si intergrada con leucophrys.[26] L'appellativo sottospecifico deriva dal latino pǐcata, «cosparsa di pece»;[27]
- R. l. melaleuca venne descritta dai naturalisti francesi Jean René Constant Quoy e Joseph Paul Gaimard nel 1830.[28] È diffusa nell'Indonesia orientale, in Nuova Guinea, nelle isole Salomone e nell'arcipelago di Bismarck. È significativamente più grande, con mustacchi più lunghi e becco più grande.[29] Il suo appellativo sottospecifico deriva dal greco antico melas, «nero», e leukos, «bianco».[6]

## Descrizione

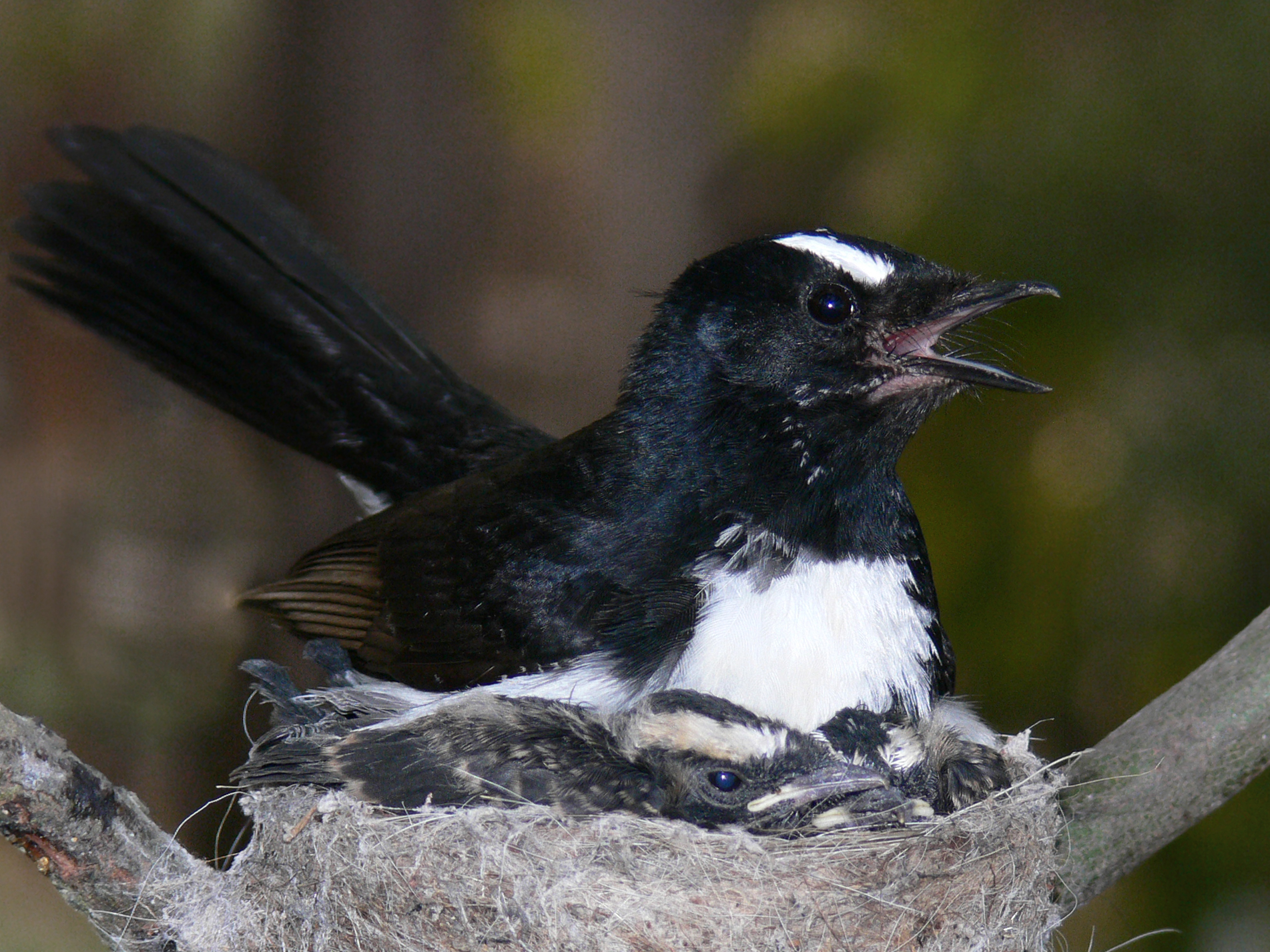
Primo piano di un esemplare.

Un coda a ventaglio ballerina adulto misura 19-21,5 cm di lunghezza e pesa 17-24 g; la coda è lunga 10–11 cm. Il becco, corto e sottile, misura 1,64-1,93 cm e termina con un piccolo uncino. Ha zampe più lunghe rispetto ad altri coda a ventaglio, che potrebbero essere un adattamento alla ricerca di cibo sul terreno. Il maschio e la femmina hanno piumaggio simile: la testa, la gola, la parte alta del petto, le ali, le parti superiori e la coda sono interamente neri, ad eccezione del sopracciglio, dei «mustacchi» e delle parti inferiori, che sono bianchi. Il becco e le zampe sono neri e l'iride è marrone scuro. Gli uccelli immaturi, nel loro primo anno dopo la muta dal piumaggio giovanile, possono avere le punte delle ali chiare, mentre i giovani hanno un piumaggio più opaco, con parti superiori marroni e alcune macchie color marrone chiaro sulla testa e sul petto.

### Vocalizzazioni
Questo coda a ventaglio è molto «loquace» ed emette un certo numero di vocalizzazioni distinte. Il suono più riconoscibile è il suo richiamo di allarme, un chit-chit-chit-chit rapido, sebbene abbia anche suoni più melodiosi nel suo repertorio. Il richiamo di allarme viene emesso per mettere in guardia potenziali rivali e minacce che penetrano nel suo territorio e sembra anche costituire un segnale per il partner quando una potenziale minaccia è nella zona. John Gould riferì che assomigliava al suono di un sonaglio per bambini o a quello prodotto dalle «piccole ruote dentate di un mulino a vapore». Nel suo libro What Bird is That? (1935), Neville Cayley scrive che emette «un piacevole richiamo che ricorda una dolce e graziosa creatura, pronunciato frequentemente durante il giorno o la notte, specialmente nelle notti al chiaro di luna».

## Distribuzione e habitat
Molto diffuso e numeroso, il coda a ventaglio ballerina è presente in gran parte dell'Australia e della Nuova Guinea, delle isole Salomone, dell'arcipelago di Bismarck e dell'Indonesia orientale. Pur essendo sedentario in gran parte dell'Australia, in alcune aree sono stati registrati movimenti stagionali; compare come visitatore autunnale e invernale nel Nuovo Galles del Sud nord-orientale e nel Queensland sud-orientale, nonché nell'area del golfo di Carpentaria e in alcune parti della penisola di Capo York nell'estremo nord del paese. Compare come specie erratica in Tasmania e, occasionalmente, raggiunge l'isola di Lord Howe. Nel 2002 un esemplare ha raggiunto addirittura l'isola di Mangere nelle Chatham, un arcipelago a est della Nuova Zelanda. Il coda a ventaglio ballerina è stato introdotto alle Hawaii intorno al 1922 per tenere sotto controllo gli insetti che molestavano il bestiame, ma l'introduzione non ebbe successo e l'ultimo esemplare venne avvistato a Koko Head nel 1937.
Il coda a ventaglio ballerina è a proprio agio in un'ampia varietà di habitat, ma evita le aree con alberi troppo fitti come la foresta pluviale. Preferisce i boschi semiaperti o le praterie con alberi sparsi, spesso vicino alle zone umide o agli specchi d'acqua. In Nuova Guinea abita nelle radure e nelle praterie create dall'attività dell'uomo, nonché in foreste aperte e mangrovie. A Guadalcanal è stato segnalato in aree aperte e piantagioni di palma da cocco. Ha risposto bene all'alterazione antropica del paesaggio e spesso può essere visto cacciare in aree aperte erbose come prati, giardini, parchi e campi sportivi. La specie si è diffusa anche nella Wheatbelt dell'Australia Occidentale dopo che la vegetazione originaria è stata convertita in terreni agricoli.

## Biologia

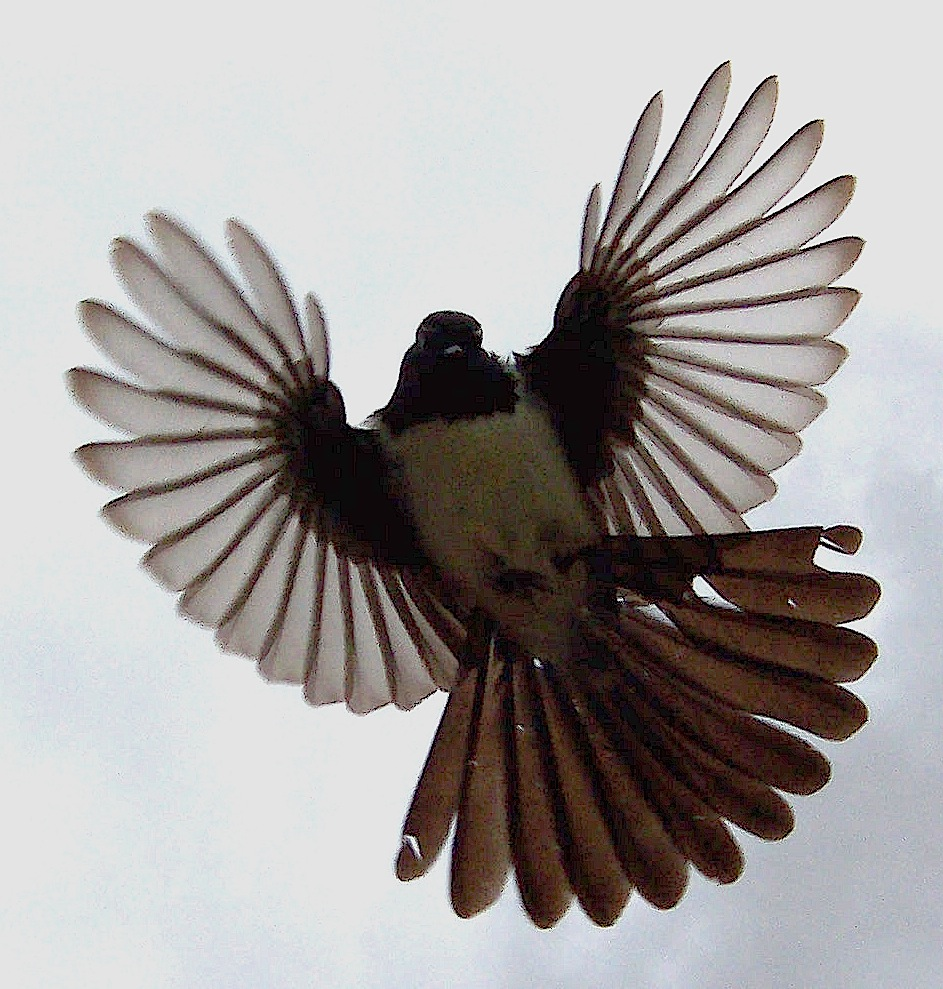
Esemplare in volo.

Il coda a ventaglio ballerina è quasi sempre in costante movimento e raramente si ferma per più di pochi istanti durante le ore diurne. Perfino quando è su un posatoio muove la coda da un lato all'altro, scrutando i dintorni in cerca di prede. Si incontra per lo più da solo o in coppia, anche se può radunarsi in piccoli stormi. A differenza di altri coda a ventaglio, trascorre gran parte del tempo sul terreno. Quando è in volo dà profondi battiti d'ala, intervallati da rapide picchiate. Di solito agita la coda in modo caratteristico quando atterra dopo un breve volo in picchiata.
Il coda a ventaglio ballerina è altamente territoriale e può diventare particolarmente impavido quando difende il suo territorio: aggredisce non solo piccoli uccelli, ma anche specie molto più grandi come la gazza australiana (Gymnorhina tibicen), il corvo australiano (Corvus coronoides), il kookaburra sghignazzante (Dacelo novaeguineae) e l'aquila codacuneata (Aquila audax). Può attaccare anche cani domestici, gatti ed esseri umani che si avvicinano troppo al suo nido. Nell'Australia Occidentale è stato visto molestare perfino tartarughe dal collo di serpente e serpenti tigre. Quando assale un avversario, il coda a ventaglio ballerina evita la testa e mira alle parti posteriori. Sia il maschio che la femmina possono mettere in atto questo comportamento, che si fa in genere più intenso nel periodo riproduttivo. La superficie del territorio varia da 1 a 3 ettari. Una coppia di uccelli dichiara e difende il proprio territorio contro altre coppie con un'«esibizione in picchiata»: uno dei due resta fermo e l'altro ruota su sé stesso e si tuffa ripetutamente prima che il ruolo si inverta; nel frattempo, entrambi non smettono mai di cantare.
Le piume bianche del sopracciglio si gonfiano e diventano più prominenti durante le «esibizioni aggressive» e rimangono ferme e più nascoste durante le «esibizioni di pacificazione» o sottomissione.

### Riproduzione

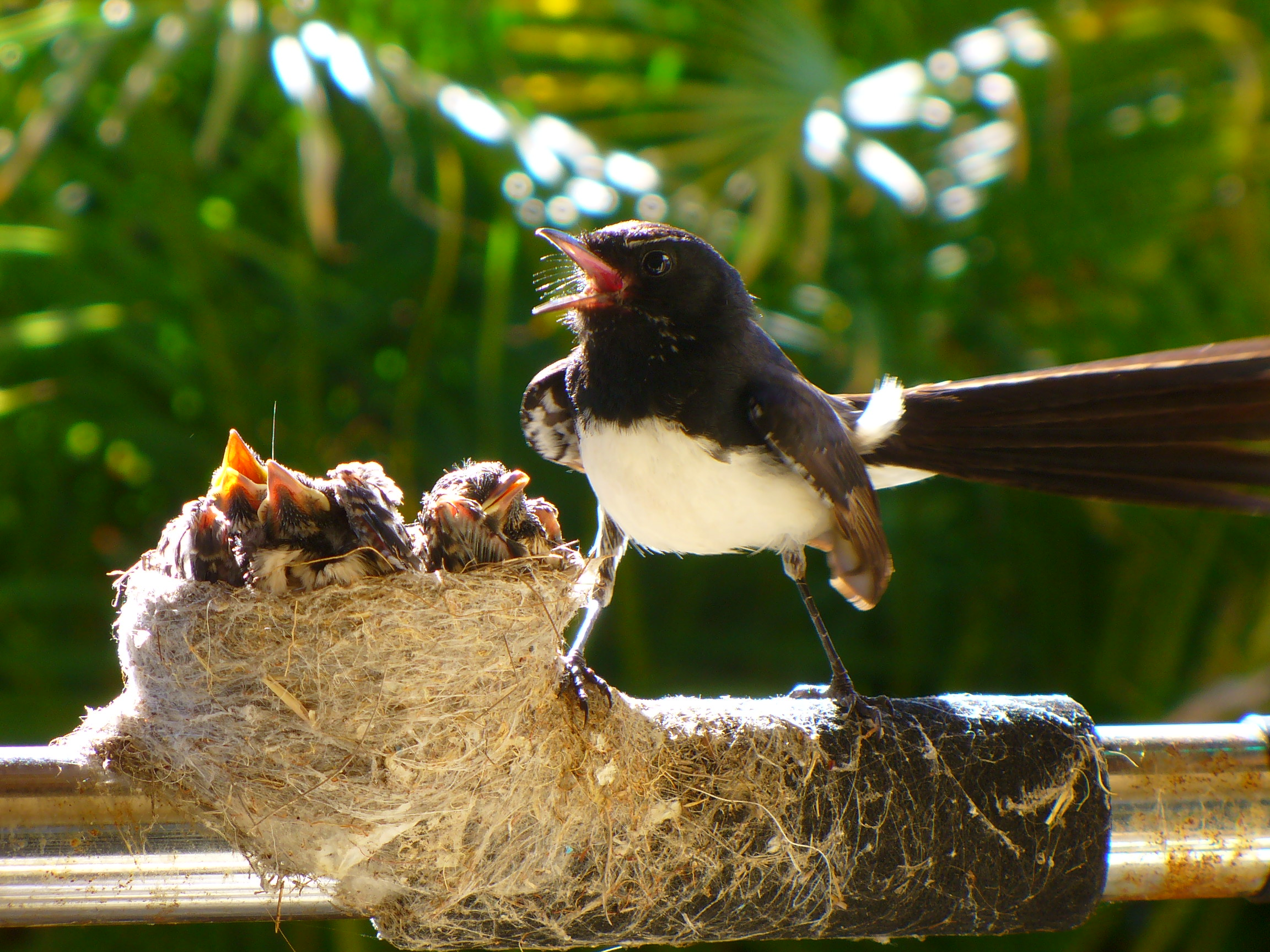
Un nido ben custodito.

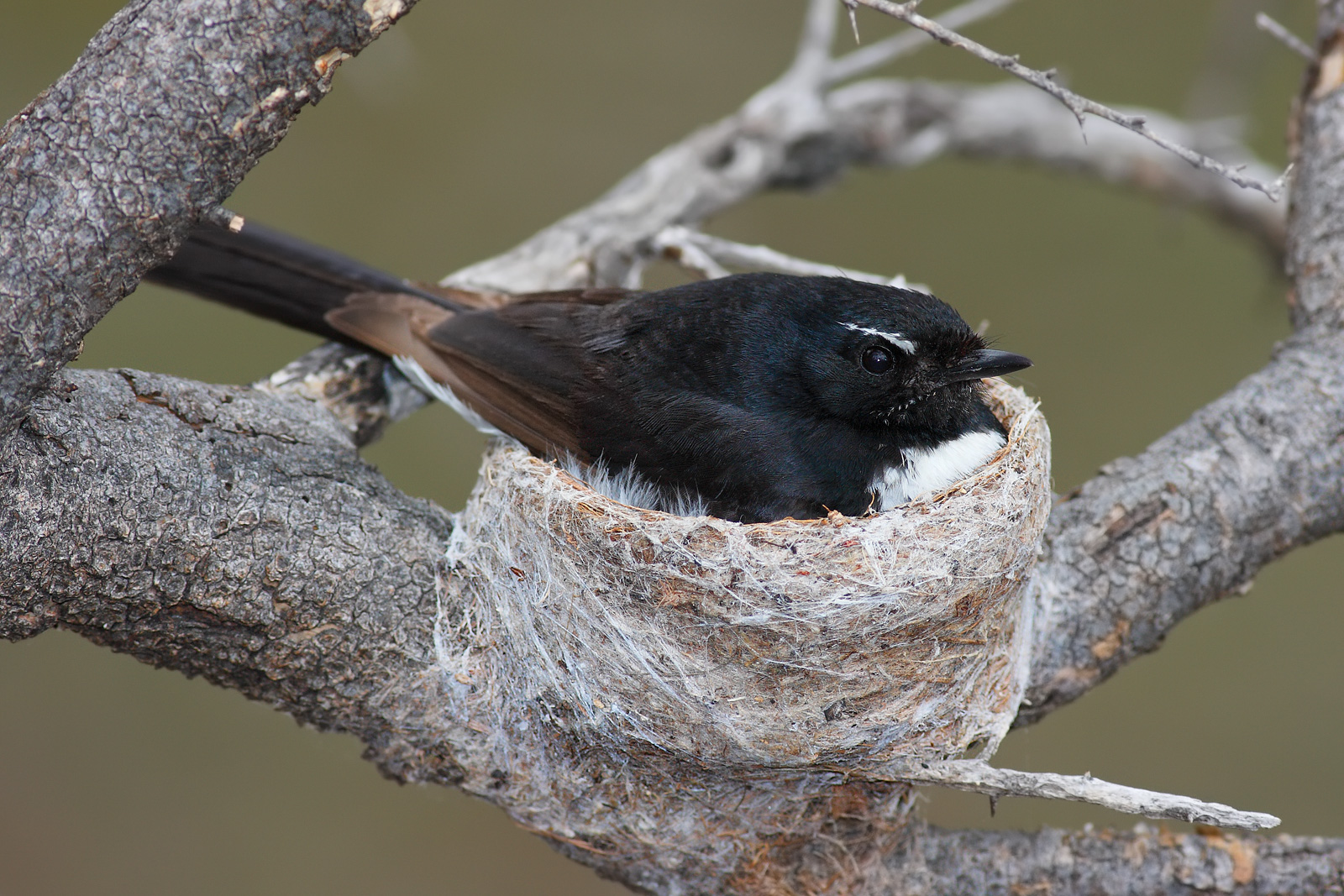
Un esemplare che cova.

Le coppie di coda a ventaglio ballerina di solito rimangono unite per tutta la vita. La stagione riproduttiva dura da luglio a dicembre, generalmente dopo le piogge nelle regioni più aride. Ovunque, durante questo periodo, possono essere allevate fino a quattro covate. Il nido, a forma di coppa, viene costruito sul ramo di un albero lontano dalle foglie o da altri tipi di copertura, a meno di 5 m dal suolo. A tale scopo possono essere usate anche travi e gronde. La specie è stata vista nidificare in prossimità dei nidi dell'allodola gazza (Grallina cyanoleuca), forse per sfruttare l'attitudine territoriale e l'aggressività di quest'ultima nei confronti degli intrusi. Allo stesso modo, non ha paura di costruire il nido vicino alle abitazioni.
Il nido è costituito da steli d'erba, strisce di corteccia e altro materiale fibroso legato e intrecciato insieme con ragnatele. Possono essere utilizzati anche peli di cani e gatti domestici. In alcuni casi sono stati visti esemplari che cercavano di prendere peli da una capra da compagnia. Un allevatore di alpaca nel distretto di Mudgee nel Nuovo Galles del Sud ha trovato pezzi di vello d'alpaca (scarti che non erano stati raccolti al momento della tosatura) nei nidi di questa specie. La femmina depone da due a quattro piccole uova bianco-crema con segni marroncini che misurano 16 mm × 21 mm e le cova per 14 giorni. I pulcini, come quelli di tutti i passeriformi, sono inetti e nidicoli: nascono nudi e indifesi, con gli occhi chiusi, e rimangono nel nido. Entrambi i genitori si occupano della loro alimentazione e possono continuare a nutrirli anche mentre sono impegnati con un'altra covata. I piccoli rimangono nel nido per circa 14 giorni prima di alzarsi in volo. Al momento di lasciare il nido, i piccoli rimangono nascosti nelle vicinanze per uno o due giorni prima di avventurarsi più lontano, fino a 20 m di distanza dal nido entro il terzo giorno. I genitori smettono di nutrire i loro piccoli verso la fine della seconda settimana, in quanto questi si alimentano sempre più da soli, e subito dopo li scacciano dal loro territorio.
Le femmine del cuculo pallido (Cuculus pallidus) depongono le loro uova nei nidi del coda a ventaglio ballerina, ma spesso gli ospiti riconoscono ed espellono le uova estranee, pertanto il successo di questo parassitismo di cova è raro. Sono stati riportati casi di parassitismo anche ad opera del cuculo coda a ventaglio (Cacomantis flabelliformis), del cuculo di macchia (C. variolosus), del cuculo bronzato di Horsfield (Chrysococcyx basalis) e del cuculo bronzato splendente (C. lucidus).
Sebbene il coda a ventaglio ballerina difenda aggressivamente i propri nidi, i predatori sono responsabili della perdita di molte uova e pulcini. Circa due terzi delle uova si schiudono con successo, ma solo un terzo dei pulcini giunge all'involo. Tra i principali razziatori dei nidi vi sono l'uccello beccaio golanera (Cracticus nigrogularis), l'uccello beccaio di Quoy (C. quoyi), il drongo ornato (Dicrurus bracteatus) e il currawong bianco e nero (Strepera graculina), oltre a gatti inselvatichiti (Felis catus) e varie specie di ratti. I nidi situati nelle vicinanze delle abitazioni rischiano anche di essere distrutti dai bambini. Per lo più i maschi di coda a ventaglio ballerina cantano di notte solo durante la stagione riproduttiva. La frequenza dei canti aumenta in base alla luce lunare.

### Alimentazione

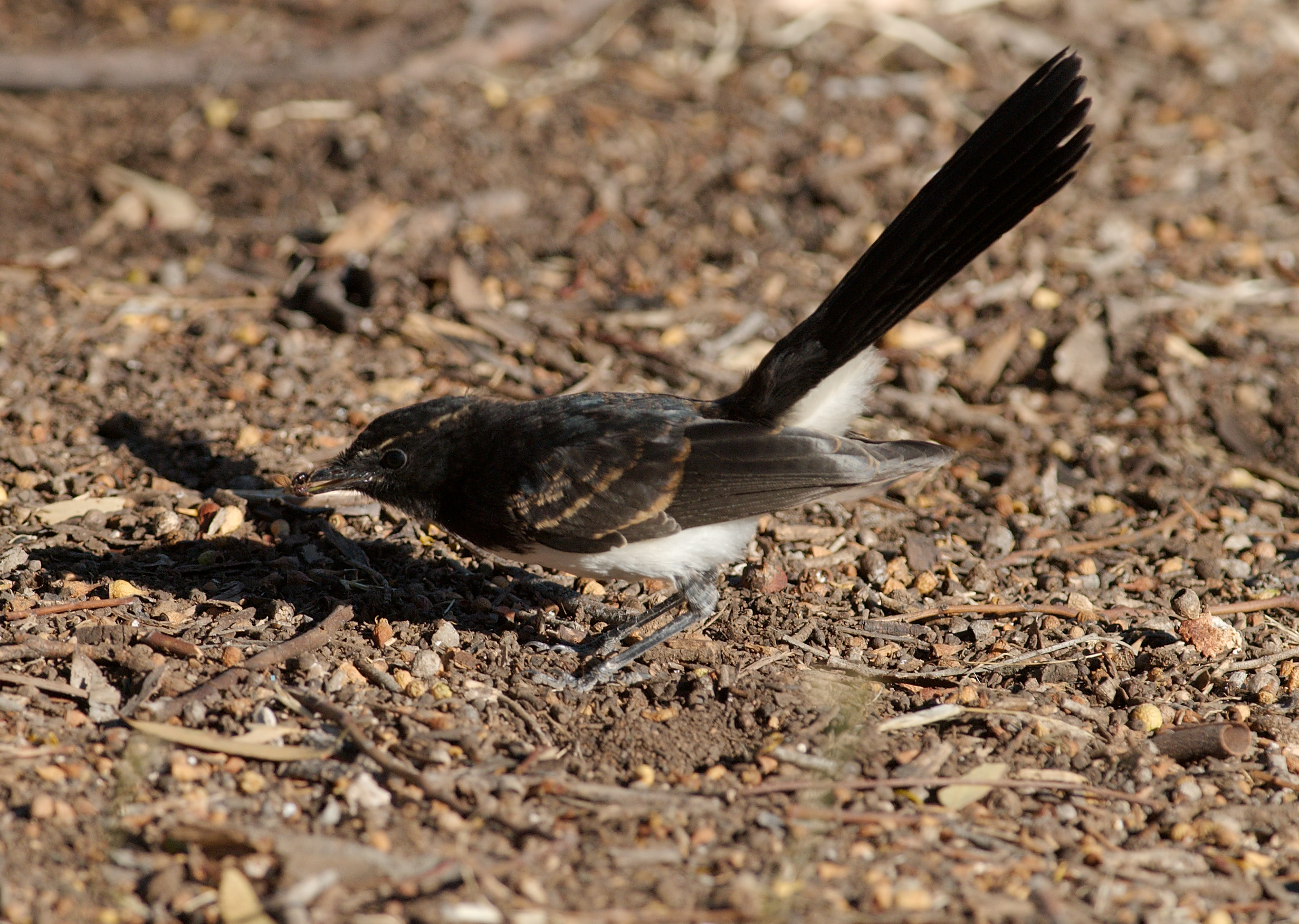
Un giovane con la preda catturata.

Il coda a ventaglio ballerina sta appollaiato su rami bassi, recinzioni, pali e postazioni simili, scrutando alla ricerca di insetti e altri piccoli invertebrati nell'aria o sul terreno. Di solito caccia inseguendo in volo insetti volanti come moscerini, mosche e piccole falene, ma occasionalmente spigola anche da terra. Spesso saltella sul terreno e svolazza dietro uomini e animali, come bovini, pecore o cavalli, mentre camminano in zone erbose, per catturare le creature disturbate dal loro passaggio. Quando va in cerca di cibo in questa maniera, muove orizzontalmente la coda in qua e là: non sappiamo perché faccia così, ma si ritiene che tale comportamento aiuti a stanare gli insetti nascosti nella vegetazione, rendendoli più facili da catturare. Questa specie raccoglie anche le zecche dalla pelle degli animali al pascolo, come bovini e maiali, e persino dai leoni addormentati negli zoo. Uccide la preda sbattendola contro una superficie dura, o tenendola con una zampa e strappandole le ali, prima di estrarre l'interno commestibile.
L'adattabilità e le abitudini alimentari opportuniste dei coda a ventaglio ballerina li hanno probabilmente aiutati ad adattarsi a vivere negli ambienti antropizzati: si nutrono di un'ampia varietà di artropodi, tra cui farfalle, falene, mosche, coleotteri, libellule, cimici, ragni, centopiedi e millepiedi, e durante uno studio effettuato a Madang, sulla costa settentrionale della Papua Nuova Guinea, si è scoperto che uccidono anche piccole lucertole come scinchi e gechi. Le ossa della coda di queste lucertole sono state rinvenute nelle loro feci, anche se non è chiaro se sia stato mangiato l'intero animale o solo la coda. Ad ogni modo, le lucertole sono solo una preda molto occasionale, che costituiscono tra l'1 e il 3% della dieta totale. Le prove raccolte nello studio di Madang lasciano ipotizzare che il coda a ventaglio ballerina riservi le prede più grandi ai nidiacei.

## Importanza culturale
Il coda a ventaglio ballerina è presente nel folclore degli aborigeni australiani. Le tribù di alcune regioni dell'Australia sud-orientale, come gli Ngarrindjeri del corso inferiore del fiume Murray e i Narrunga della penisola di Yorke, lo considerano un messaggero di cattive notizie. Si pensava che fosse in grado di carpire i segreti di una persona mentre indugiava nei campi a origliare, quindi le donne rimanevano con le labbra serrate in presenza di questo uccello. La gente del Kimberley credeva, in modo simile, che il volatile avrebbe informato lo spirito dei defunti morti di recente se i parenti ancora in vita avessero parlato male di loro. Veneravano anche il coda a ventaglio ballerina come il più intelligente di tutti gli animali. La sua intelligenza si manifestava anche in una storia raccontata dai Tinputz dell'isola di Bougainville, dove Singsing Tongereng (il coda a ventaglio ballerina) vince una gara tra tutti gli uccelli per stabilire quale sia quello capace di volare più in alto, salendo sul dorso dell'aquila. Tuttavia, i Kunwinjku della parte occidentale della Terra di Arnhem avevano tutt'altra opinione su questo uccello e lo consideravano un bugiardo e un contafrottole. Una storia del Tempo del Sogno raccontata dagli Yindjibarndi del Pilbara centrale e occidentale affermava che il coda a ventaglio ballerina avesse rubato il fuoco e cercato di estinguerlo in mare e fosse in grado di scatenare un forte vento quando veniva spaventato. Presso i Noongar il coda a ventaglio ballerina è conosciuto come Djiti-Djiti (si pronuncia Chitti-chitti) o Willaring nella regione di Perth.
I Kalam degli altopiani della Nuova Guinea lo chiamavano konmayd e lo consideravano segno di buon auspicio: se si presentava su un pezzo di terreno appena dissodato e iniziava a canticchiare, allora ci sarebbero stati buoni raccolti. Si dice anche che si prenda cura dei maiali se girella loro intorno ed emette il suo richiamo. Sempre i Kalam ritengono che possa essere la manifestazione dei fantasmi dei parenti defunti. Negli altopiani orientali della Nuova Guinea viene chiamato uccello kuritoro e giocava un ruolo importante durante la cerimonia del lutto di una vedova per il marito morto: quando essa offriva alla salma dei fiori di banano, la presenza di uno di questi uccelli che cantava nelle vicinanze confermava che l'anima del morto aveva accettato l'offerta.
Una storia narrata nel distretto di Kieta dell'isola di Bougainville racconta che un maneka, il coda a ventaglio ballerina, che sfreccia lungo la riva di un fiume echeggiasse una leggendaria figlia alla ricerca di sua madre annegata mentre cercava di attraversare un fiume in piena durante una tempesta. L'uccello è stato raffigurato su francobolli di Palau e delle isole Salomone ed è apparso anche come personaggio di libri per bambini australiani, come Dot and the Kangaroo (1899), Blinky Bill Grows Up (1935) e Willie Wagtail and Other Tales (1929).